# لشکر زرهی گارد
لشکر زرهی گارد (انگلیسی: Guards Armoured Division) لشکر زرهی زیرمجموعه نیروی زمینی بریتانیا بود، که در سال ۱۹۴۱ تأسیس شد و در سال ۱۹۴۵ منحل گردید.